# كريس هوب
كريس هوب (بالإنجليزية: Chris Hope)‏ (14 نوفمبر 1972 في المملكة المتحدة - ) هو لاعب كرة قدم بريطاني في مركز الدفاع. لعب مع روشدين ودايموندز وسانت نيوتس تاون وسكونثورب يونايتد ونادي غيلينغهام ونوتينغهام فورست ونادي كوربي تاون وAFC Rushden & Diamonds ‏ ودارلينجتون إف سى.

## وصلات خارجية
- كريس هوب على موقع قاعدة بيانات كرة القدم.إي يو (الإنجليزية)
- كريس هوب على موقع Soccerbase.com (لاعب) (الإنجليزية)